# Bistum Iligan
Das Bistum Iligan (lat.: Dioecesis Iliganensis) ist eine auf den Philippinen gelegene römisch-katholische Diözese mit Sitz in Iligan City. Es umfasst die Provinz Lanao del Norte.

## Geschichte

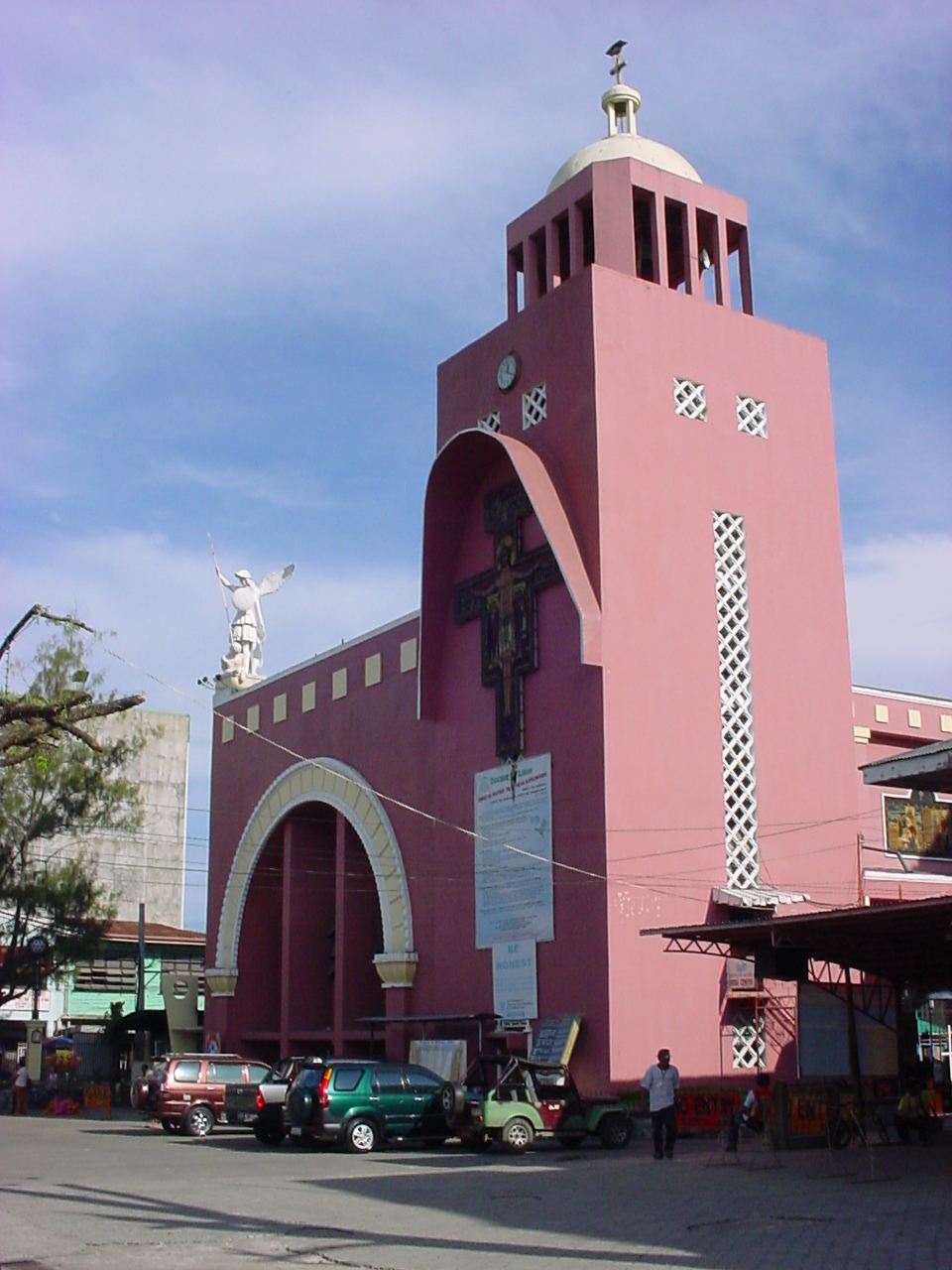
Cathedral of St. Michael the Archangel

Papst Paul VI. gründete die Territorialprälatur Iligan mit der Apostolischen Konstitution Qui in Apostolici  am 17. Februar 1971 aus Gebietsabtretungen des Erzbistums Ozamis. Die Prälatur wurde dem Erzbistum Cagayan de Oro als Suffragandiözese unterstellt.
Einen Teil seines Territoriums verlor die Territorialprälatur Iligan am 20. November 1976 zugunsten der Errichtung der Territorialprälatur Marawi. Mit der Bulle Cum Decessores wurde die Prälatur am 15. November 1982 zum Bistum erhoben. Dieses wurde am 24. Januar 1983 Teil der Kirchenprovinz des Erzbistums Ozamiz.

## Ordinarien

### Prälaten von Iligan
- Bienvenido Solon Tudtud (17. Februar 1971–25. April 1977, dann Prälat von Marawi)
- Fernando Capalla (25. April 1977–15. November 1982)

### Bischöfe von Iligan
- Fernando Capalla (15. November 1982–28. Juni 1994, dann Koadjutorerzbischof von Davao)
- Emilio Layon Bataclan (3. Mai 1995–21. Juni 2004)
- Elenito Galido (25. März 2006–5. Dezember 2017)
- Jose Rapadas (seit 13. Juni 2019)

## Statistik
| Jahr | Bevölkerung | Bevölkerung | Bevölkerung | Priester     | Priester         | Priester       | Priester               | Ständige Diakone | Ordensleute  | Ordensleute      | Pfarreien |
| Jahr | Katholiken  | Einwohner   | %           | Gesamtanzahl | Diözesanpriester | Ordenspriester | Katholiken je Priester | Ständige Diakone | Ordensbrüder | Ordensschwestern | Pfarreien |
| ---- | ----------- | ----------- | ----------- | ------------ | ---------------- | -------------- | ---------------------- | ---------------- | ------------ | ---------------- | --------- |
| 1980 | 454.538     | 585.101     | 77,7        | 22           | 11               | 11             | 20.660                 |                  | 22           | 46               | 15        |
| 1990 | 530.000     | 700.000     | 75,7        | 25           | 17               | 8              | 21.200                 |                  | 15           | 45               | 20        |
| 1999 | 747.383     | 863.583     | 86,5        | 45           | 26               | 19             | 16.608                 |                  | 29           | 42               | 20        |
| 2000 | 750.400     | 985.305     | 76,2        | 42           | 26               | 16             | 17.866                 |                  | 24           | 41               | 20        |
| 2001 | 815.732     | 1.133.100   | 72,0        | 47           | 29               | 18             | 17.356                 |                  | 29           | 59               | 20        |
| 2002 | 858.294     | 1.140.574   | 75,3        | 57           | 37               | 20             | 15.057                 |                  | 21           | 54               | 24        |
| 2003 | 962.510     | 1.261.603   | 76,3        | 59           | 36               | 23             | 16.313                 |                  | 24           | 53               | 54        |
| 2004 | 1.010.635   | 1.314.507   | 76,9        | 58           | 35               | 23             | 17.424                 |                  | 27           | 68               | 26        |
| 2006 | 1.049.000   | 1.364.000   | 76,9        | 49           | 35               | 14             | 21.408                 |                  | 42           | 68               | 25        |